# Allgemeine Zeitschrift für Psychiatrie
Die Allgemeine Zeitschrift für Psychiatrie und psychisch-gerichtliche Medicin, „herausgegeben von Deutschlands Irrenärzten […]“, erschien ab 1844 im Verlag von August Hirschwald in Berlin, einige Jahrzehnte im Verlag von Georg Reimer und später dann bei De Gruyter. Sie war die erste deutsche medizinische Fachzeitschrift für Psychiatrie. Ein Vorläufer war die Zeitschrift für psychische Aerzte. Gründungsredakteure waren die „Anstaltspsychiater“ Heinrich Philipp August Damerow (1798–1866), Carl Friedrich Flemming (1799–1880) und Christian Friedrich Wilhelm Roller (1802–1878). Von 1857 bis 1905 war Heinrich Laehr (1820–1905) Hauptredakteur der Zeitschrift, die daraufhin auch als „Laehrs Zeitschrift“ oder „Grüner Heinrich“ bezeichnet wurde.
1890 wies das Titelblatt der Zeitschrift Richard von Krafft-Ebing als Mit-Redaktor aus. Bis zum Ersten Weltkrieg war die Zeitschrift für Psychiatrie eine der wichtigsten Publikationsmöglichkeiten für Nervenärzte. Beigelegt war die Zeitschrift für psychische Hygiene. Jeder Band umfasste acht Hefte.  1938 änderte die Zeitschrift ihren Titel in Allgemeine Zeitschrift für Psychiatrie und ihre Grenzgebiete. Das Erscheinen wurde 1949  eingestellt.